# Strophiinae
Strophiinae Simon, 1895 è una sottofamiglia di ragni appartenente alla famiglia Thomisidae.

## Descrizione
La chiave dicotomica di questa sottofamiglia rispetto alle altre è che questi ragni hanno la forma del corpo che non imita le formiche; sono provvisti di cheliceri senza dentelli sulle zanne.

## Distribuzione
Le due tribù e gli 8 generi oggi noti di questa sottofamiglia sono diffusi prevalentemente in America meridionale (5 generi su 8); Africa (Parastrophius e Simorcus) e Asia (Strigoplus e Parastrophius).

## Tassonomia
A novembre 2013, la maggioranza degli aracnologi è concorde nel suddividerla in due tribù e 8 generi:
- Ceraarachnini Simon, 1895

1. Ceraarachne Keyserling, 1880 - Brasile, Colombia
2. Simorcus Simon, 1895 - Africa centrale, occidentale e meridionale (Congo, Namibia, Botswana, Zimbabwe, Guinea, Sudafrica, Tanzania), Cina, Yemen
3. Synstrophius Mello-Leitão, 1925 - Brasile, Argentina
4. Ulocymus Simon, 1886 - Brasile

- Strophiini Simon, 1895

1. Strigoplus Simon, 1885 - India, Cina, Malesia, Bhutan, Giava
2. Strophius Keyserling, 1880 - Brasile, Guyana, Panama, Costarica, Perù, Paraguay, Messico

- incertae sedis

1. Acracanthostoma Mello-Leitão, 1917 - Brasile, Guyana
2. Parastrophius Simon, 1903 - Camerun, Guinea equatoriale, Pakistan